# 1998 FIFAワールドカップ・大陸間プレーオフ (AFC-OFC)
この項目では1998 FIFAワールドカップ・アジア予選で4位のイラン代表（アジアサッカー連盟（AFC）加盟）と1998 FIFAワールドカップ・オセアニア予選で優勝したオーストラリア代表（オセアニアサッカー連盟（OFC）加盟）との間で1998 FIFAワールドカップへの出場権をかけて行われた大陸間プレーオフについて記す。

## プレーオフまで
1994 FIFAワールドカップの大陸間プレーオフでは、1994 FIFAワールドカップ・南米予選で4位のアルゼンチン代表が1994 FIFAワールドカップ・オセアニア予選で1位となったオーストラリア代表を破ってW杯本大会出場権を勝ち取った。
1998 FIFAワールドカップではOFCにおける予選の優勝チームの対戦相手がAFCにおける予選の4位チームに変更され、1998 FIFAワールドカップ・オセアニア予選は前回大会に続いてオーストラリア代表が優勝した。
一方、1998 FIFAワールドカップ・アジア予選の第3代表決定戦で日本代表に敗れてAFC地区4位となったイラン代表が大陸間プレーオフへ出場することとなった。

## 経過
第1戦
第1戦は1997年11月22日にイランのテヘランで行われ、ハリー・キューウェルのゴールでオーストラリア代表が先制するも、コダダド・アジジのゴールでイラン代表が追いつき、1-1で引き分けた。
| 1997年11月22日 |

| イラン                | 1 - 1 | オーストラリア            |
| コダダド・アジジ 39分 |       | ハリー・キューウェル 19分 |

| アザディ・スタジアム（テヘラン） |

第2戦
第2戦は1997年11月29日にオーストラリアのメルボルンで行われた。オーストラリア代表は32分にキューウェルが先制点、48分にアウレリオ・ヴィドマーが追加点を挙げた（2-0）。一方のイラン代表は76分にカリム・バゲリ、80分にアジジが同点となるゴールを挙げた。8分を越えるアディショナルタイムを経て2-2の引分けとなった。なお、シュート数がイラン代表の4本に対しオーストラリア代表はその3倍以上であった。
| 1997年11月29日 |

| オーストラリア                                          | 2 - 2 | イラン                                      |
| ハリー・キューウェル 32分 · アウレリオ・ヴィドマー 48分 |       | カリム・バゲリ 76分 · コダダド・アジジ 80分 |

| メルボルン・クリケット・グラウンド（メルボルン） |

2試合のトータルスコアは3-3で並んだが、アウェーゴール数はイラン代表が2点、オーストラリア代表が1点となったため、イラン代表が2度目のW杯出場を決めた。W杯出場を逃したオーストラリア代表は地区予選・プレーオフを通じて8戦無敗（6勝2分）であった。

## 名称
この大陸間プレーオフについて、サッカージャーナリストの大住良之が自著の中でメルボルンの悲劇と称している(大住良之『サッカーの記憶: 語り継がれる伝説』出版芸術社、2009年5月1日、143頁)。オーストラリアは2戦とも先制しながら追いつかれたこと、2戦目に至っては後半30分過ぎまで2点リードしていたこと、失点のうちの1点はオフサイドポジションで倒れていたアジジが繋いで生まれたゴールであること、勝ち点も得失点も得点数も同点でありアウェーゴール1差での敗退であること、オーストラリアはワールドカップ予選無敗での敗退など、オーストラリア側にとっての状況からこう称された。